# Elefantpasset
Elefantpasset är en smal landremsa (tidigare vadställe) i norra Sri Lanka som förbinder Jaffnahalvön i norr med resten av Sri Lanka i söder.
Platsen har haft en militärstrategiskt mycket viktig betydelse. Såväl regeringen som gerillarörelsen LTTE har haft stora baser på platsen. Ett antal militära slag utkämpades här under Sri Lankas inbördeskrig och tusentals regeringssoldater och gerillasoldater har dödats. Elefantpasset fick sitt namn på grund av att vilda elefanter använde landremsan för att passera. Vägen A9 som sträcker sig från Colombo till staden Jaffna längre upp på Jaffnahalvön går över Elefantpasset.